# Милан Миловановић (кошаркаш)
Милан Миловановић (Ниш, 7. септембар 1991) је српски кошаркаш. Игра на позицији центра.

## Биографија
Кошарком у млађим категоријама почиње да се бави у редовима нишког Ергонома са којим од запаженијих успеха бележи прво место на шампионату СЦГ за кадете. Са добром игром наставља и у јуниорској конкуренцији, што му доноси и прелазак у тим ФМП-а. Са тимом из Железника 2009. године осваја турнир Евролиге за јуниоре у Берлину, као и национално првенство у истој категорији.
Прве године сениорске каријере обележавају наступи за први тим ФМП-а, као и Раднички ФМП, док сезону 2012/13. проводи у Црвеној звезди. Са црвено-белима осваја Куп Радивоја Кораћа 2013, мада није имао велику улогу у тиму. Наредну сезону започиње у екипи Војводина Србијагас, док у децембру 2013. прелази у редове Мега Визуре где остаје до краја сезоне. Сезону 2014/15. је провео у бугарској екипи Балкан Ботевград. У априлу 2016. прикључио се екипи Константина из родног Ниша и са њима остао до краја сезоне. У јулу 2016. потписао је за румунску екипу Финикс Галати. Средином децембра 2016. прешао је у словачку Прјевидзу. У марту 2017. је потписао за Борац из Чачка. Крајем јуна 2017. ангажовала га је Полфарма из Старограда Гдањског за сезону 2017/18.

## Успеси

### Клупски
- Црвена звезда:
  - Куп Радивоја Кораћа (1): 2013.

- Анвил Влоцлавек:
  - Суперкуп Пољске (1): 2019.

- Крка:
  - Куп Словеније (1): 2021.